# Saint-Ouen-d’Aunis
Saint-Ouen-d’Aunis – miejscowość i gmina we Francji, w regionie Nowa Akwitania, w departamencie Charente-Maritime.
Według danych na rok 1990 gminę zamieszkiwały 612 osoby, a gęstość zaludnienia wynosiła 69 osób/km² (wśród 1467 gmin regionu Poitou-Charentes Saint-Ouen-d’Aunis plasuje się na 483. miejscu pod względem liczby ludności, natomiast pod względem powierzchni na miejscu 889.).